# Ville libre royale
Pour les articles homonymes, voir Ville libre.

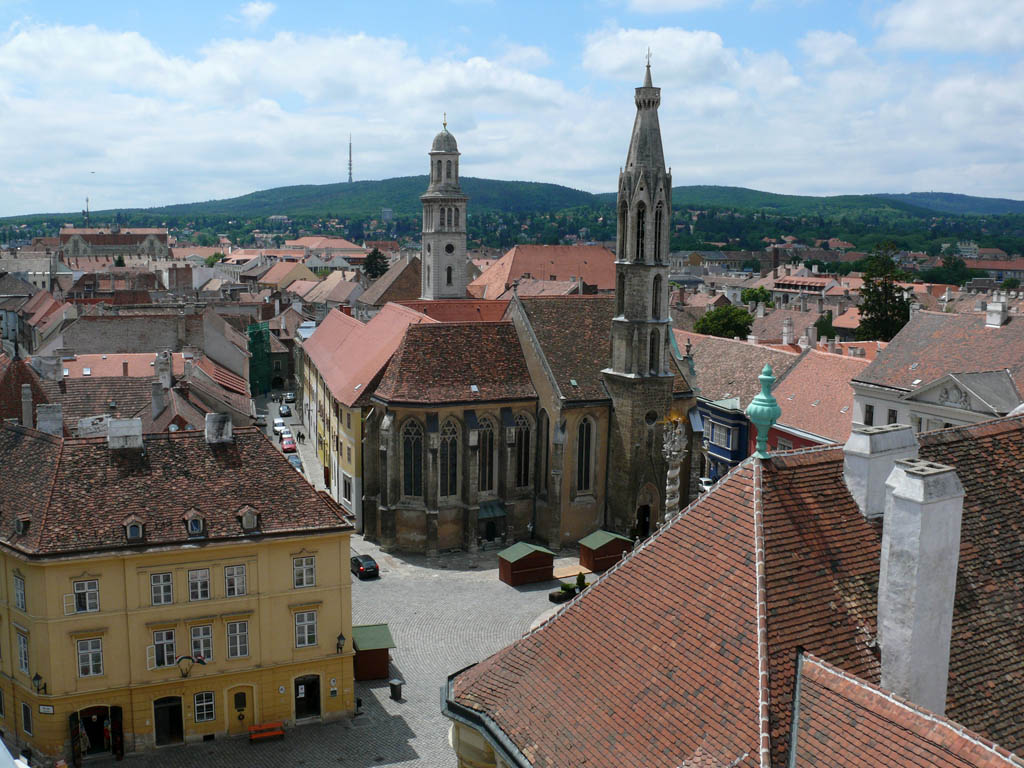
Sopron, ancienne ville libre royale.

La ville libre royale (hongrois : szabad királyi város ; latin : civitates liberae atque regiae ou civitas) désigne un rang de ville au sein de l'ancien royaume de Hongrie, apparu au XVe siècle et remplacé en 1876 par les villes pourvues d'un conseil dirigé. Les villes libres royales se caractérisent par certains privilèges  directement conférés par le roi de Hongrie et une certaine autonomie dans leurs affaires internes. Elles sont convoqués aux diètes et ne relèvent d'aucun comte mais sont du domaine royal et ont ordinairement un juge ou un bourgmestre à leur tête.
Ce statut est similaire à celui de ville libre d'Empire dans le Saint-Empire romain germanique.

## Nom
Dans les différentes langues du royaume, le terme est ainsi traduit :
- Allemand : königliche Freistadt
- Croate : slobodni kraljevski grad
- Hongrois : szabad királyi város
- Latin : libera regia civitas
- Roumain : oraș liber regesc
- Slovaque : slobodné kráľovské mesto